# Tuotilo von St. Gallen

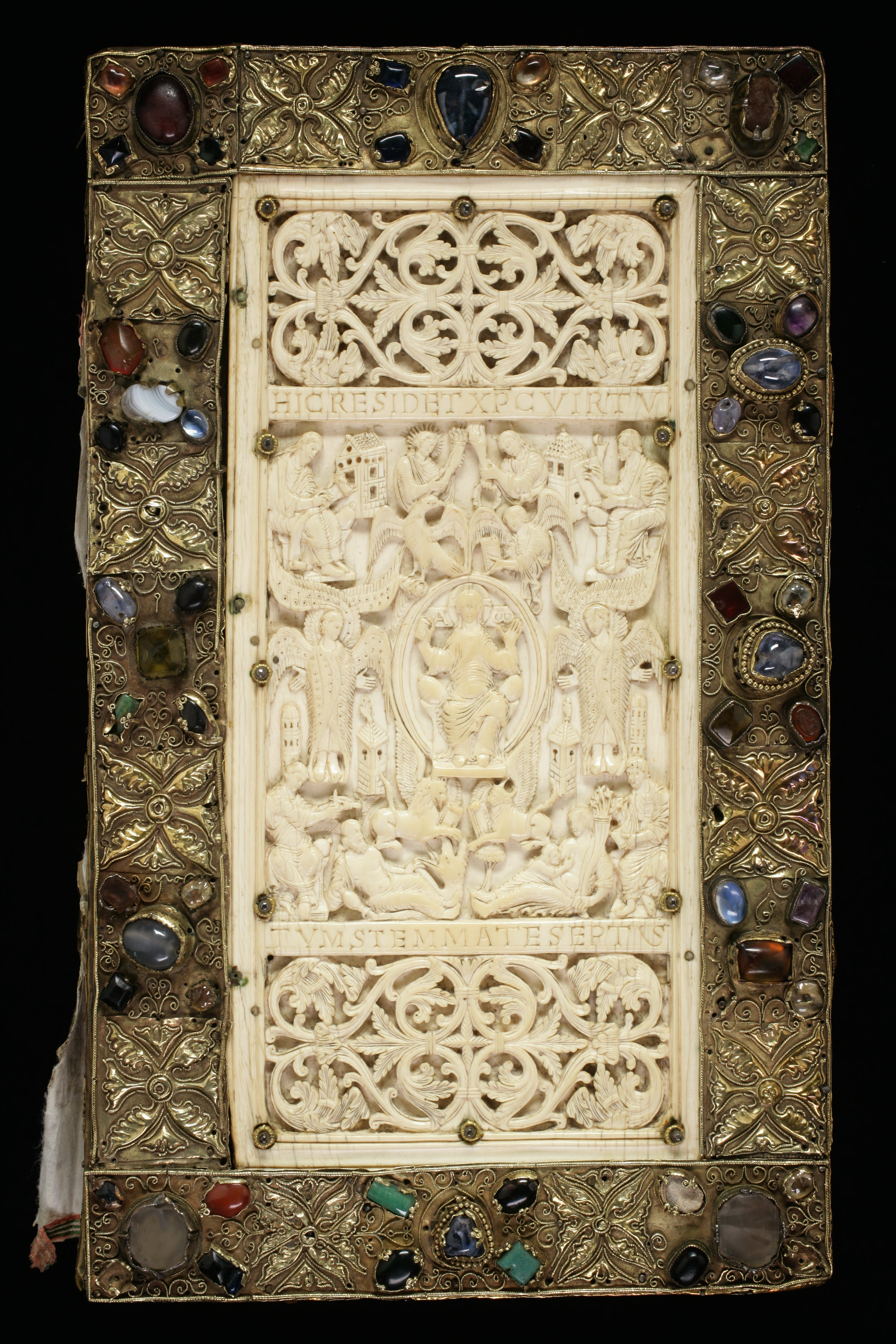
Vorderseite des Einbandes des Cod. Sang. 53 aus der Stiftsbibliothek St. Gallen

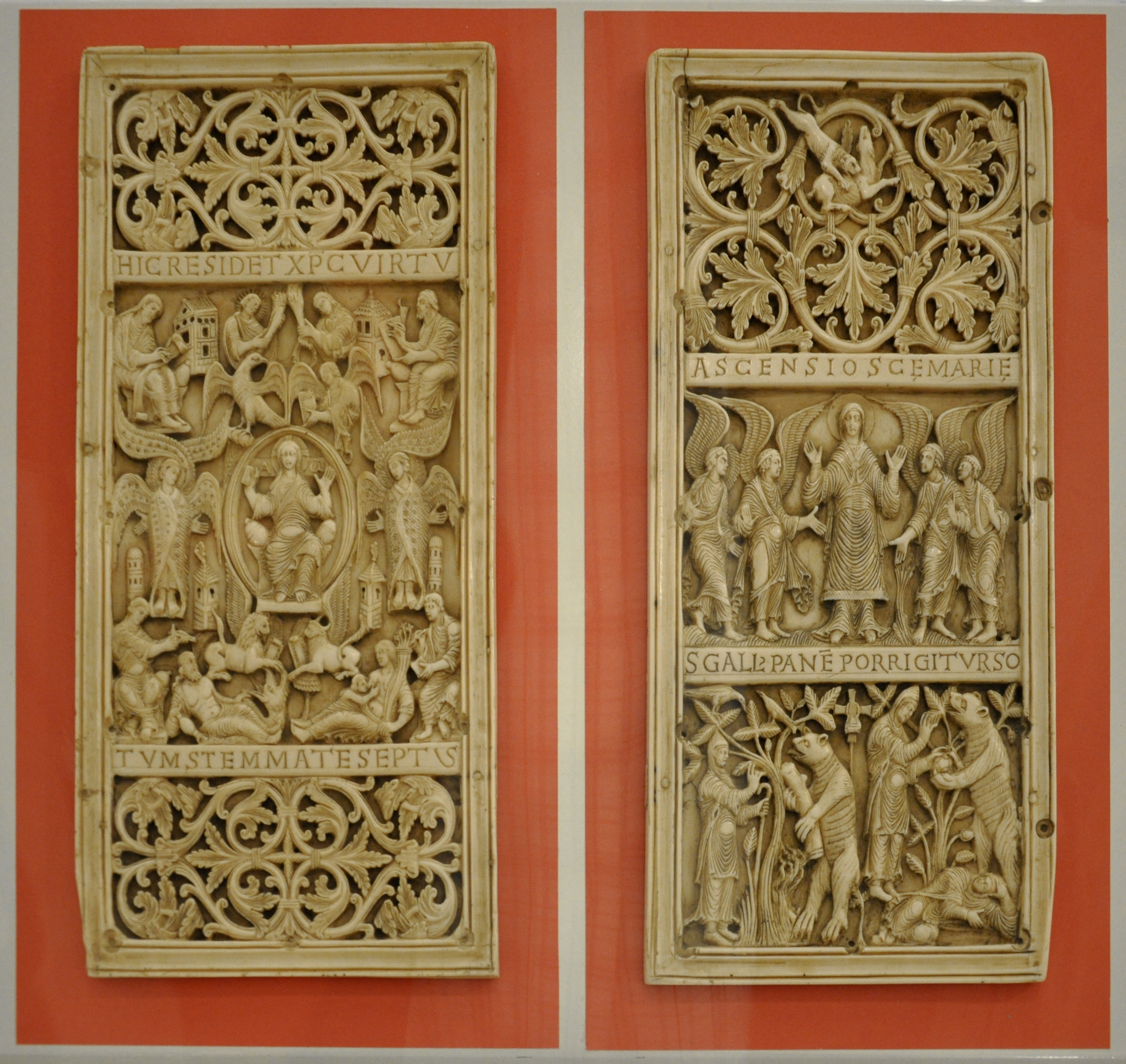
Kopie der Tafeln aus dem Einband von Cod. Sang. 53, ausgestellt im Lapidarium St. Gallen

Tuotilo von St. Gallen, in der älteren Literatur überwiegend Tuotilo von St. Gallen oder Tuotilo genannt, (* um 850; † 27. April (? auch 28. März) 913 (? auch 915) in St. Gallen) war ein Mönch im Kloster St. Gallen.

## Leben
Über das Leben Tuotilos ist nicht viel Fundiertes bekannt. Zum einen gibt es eine eher anekdotisch-literarische Quelle in den Schilderungen von Ekkehard IV. in der Geschichte des Klosters St. Gallen, den Casus Sancti Galli. Darin wird Tuotilo gemeinsam mit Notker Balbulus und Ratpert als Schüler Isos in den Sieben Freien Künsten genannt. Die drei Mönche waren nach Ekkehard enge Freunde. Tuotilo wird als ein muskulöser Mann mit einer klaren Stimme geschildert. Er wird ebenso als Dichter, Musiker, Maler, Goldschmied und Erschaffer von feinen Schnitzereien insbesondere der Elfenbeintafeln des Evangelium Longum hervorgehoben.
Zum anderen finden sich in den Urkunden des St. Galler Klosters neun Erwähnungen Tuotilos in verschiedenen Funktionen.
1. Presbyter (Priester) am 30. März 895.[EGR 1] Aus dieser ersten urkundlichen Erwähnung leitet E. G. Rüsch ein Geburtsjahr um 850 ab.
2. Cellerarius (Wirtschaftsverwalter) am 2. Juli 898.[EGR 1] Die Funktion des Wirtschaftsverwalters erfordert nach den benediktinischen Regeln eine gefestigte Persönlichkeit, die reif an Charakter ist.
3. Sacratarius (Sakristeiverwalter) anno 902.[EGR 1] Diese verantwortungsvolle Funktion wird zwar in den benediktinischen Regeln nicht erwähnt, wird sich aber nach E. G. Rüsch «ungefähr mit dem heutigen Mesmeramt decken».[EGR 2]
4. Hospitarius (Gästebetreuer) Urkunde 4 bis 9. Die letzten urkundlichen Belege erfolgen von 904 bis 912 als Gästebetreuer. Auch dies ist ein durchaus verantwortungsvolles Amt. Im Zusammenhang mit anderen Erkenntnissen leitet E. G. Rüsch aus diesen Urkunden den 27. April 913 als Todestag ab.[EGR 1]

Zur Herkunft Tuotilos gibt es unterschiedliche Angaben. E. G. Rüsch legt gestützt auf den Bericht Ekkehards nahe, dass Tuotilo alemannischer Abstammung ist.
In der englischen Literatur, der englischen Wikipedia und anderen englischen Internetquellen wird der Namens- und Todestag zumeist als der 28. März angegeben. In der deutschsprachigen Literatur wird allerdings der 27. April als Namens- und Todestag genannt und zumeist 913 als Todesjahr.
Tuotilo ist nie offiziell seliggesprochen oder gar kanonisiert worden, wurde aber trotzdem bis etwa ins 17. Jhdt. in St. Gallen und Umgebung auf dem Wege einer Volkskanonisation quasi als Heiliger verehrt. Noch heute findet man in der St. Galler Stiftskirche eine Darstellung von Tuotilo als Mönch mit Palette und Pinsel. Die Kapelle St. Katarina hatte den Beinamen St. Tuotilo oder einfach St. Güetelen, was lt. E. G. Rüsch eine Variante von Tutilo ist.
Bei Gustav Schwab findet sich eine Anekdote über eine Auseinandersetzung Tuotilos mit Sindolf, die auf Ekkehards Bericht basiert: Sindolf belauscht heimlich vor dem Fenster ein Gespräch zwischen den drei befreundeten Mönchen. Als die drei dies bemerken, entfernt sich Notker in die Kirche und Ratpert geht vor das Haus, um Sindolf mit einer Peitsche zu schlagen. Zwischenzeitlich hat Tuotilo das Fenster geöffnet und zieht Sindolf kräftig an den Haaren. Den aufgrund des Geschreis herbeieilenden Mönchen erklärt er, als zu erkennen ist, dass Sindolf das Opfer ist: Weh mir, daß ich meine Hand an des Bischofs Vertrauten gelegt habe.
Ekkehard beschreibt vielfältige Reisen Tuotilos in Klosterangelegenheiten. Er sei unter anderem als Einkäufer von Stoffen in Mainz und als Künstler in Metz tätig gewesen.

## Werk
In den Codices sangallenses finden sich noch heute einige Werke, die ganz oder in Teilen Tuotilo zugeschrieben werden.
Hier eine Auswahl:
- St. Gallen, Stiftsbibliothek, Cod. Sang. 53, Einband aus Elfenbein für das Evangelium Longum.[AvE 1] Diese Elfenbeintafeln sind wohl die bedeutendste Schnitzarbeit Tuotilos.[EGR 6]
- St. Gallen, Stiftsbibliothek, Cod. Sang. 382, ohne Titel.[GS 1] Dieser Codex enthält unter anderem Tropen von Tuotilo.
- St. Gallen, Stiftsbibliothek, Cod. Sang. 484, St. Galler Tropar.[BMvS 1] Diese Handschrift enthält unter anderem das bekannte Hodie cantandus est … (p. 13 bis p. 17).[EGR 7]
- St. Gallen, Stiftsbibliothek, Cod. Sang. 546, Collectio S. Gallensis troporum et sequentiarum[GS 2]

Tuotilo ist nach Ekkehard in vielfältigen künstlerischen Bereichen tätig gewesen.
Er hebt ihn insbesondere als einen bedeutenden Verfasser von Tropen hervor. Da Tropen, anders als die Sequenzen, in aller Regel nicht mit einem Verfassernamen verbunden wurden, ist es meist nicht einfach, Tuotilo mit einem bestimmten Tropus in Zusammenhang zu bringen. Deshalb sei hier nur stellvertretend auf den Weihnachtstropus Hodie cantandus verwiesen, der allgemein zumindest in Teilen Tuotilo zugeschrieben wird. Tuotilo hat nicht nur Tropen geschrieben, sondern lt. Ekkehard selber musiziert (Harfe und Gesang) und Schülern Musikunterricht erteilt.
Ekkehard rühmt Tuotilo ferner als Maler und sculptor (Bildhauer, Schnitzer). Neben seinen bis heute noch erhaltenen Schnitzarbeiten an den Elfenbeintafeln des Evangelium Longum soll er einen Altar in Mainz ausgeschmückt und in Metz eine ganz ähnliche Arbeit erledigt haben. Keines der letztgenannten Werke ist jedoch erhalten.
Kaiser Karl III. soll laut Ekkehard sehr bedauert haben, dass solch ein Talent hinter Klostermauern versteckt ist, lieber hätte er Tuotilo in seinem Gefolge gehabt.